# House of Pain

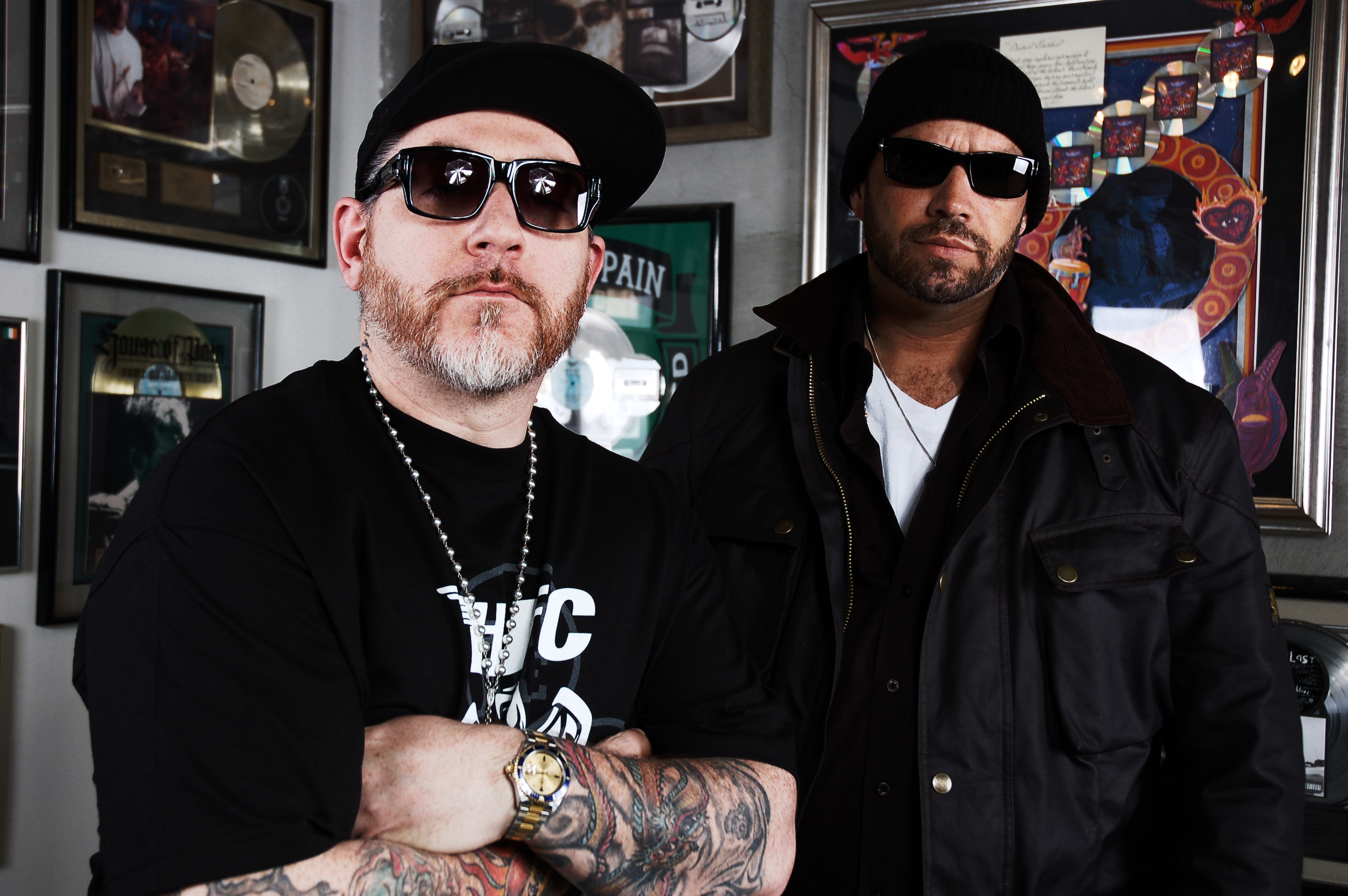
Everlast și Danny Boy

House of Pain este o trupă irlandezo-americană de muzică hip hop ce a lansat trei albume în anii '90 înainte ca liderul formației Everlast să părăsească grupul pentru a-și începe o carieră solo. Numele trupei face referire la romanul lui H.G. Wells Insula doctorului Moreau, referință pe care formația o va duce mai departe odată cu denumirea "He Who Breaks the Law" a turneului lor din 2011. Grupul este cel mai cunoscut pentru hit singleul din 1992 "Jump Around" care a atins locul 3 în SUA, locul 6 în Irlanda și locul 8 în Regatul Unit. Trupa s-a destrămat în 1996 dar s-a reunit în 2010 tot sub numele de House of Pain după ce, între timp, cei trei membrii au făcut parte din supergrupul La Coka Nostra.

## Membrii
- Everlast (n. 1969)
- Danny Boy (n. 1968)
- DJ Lethal (n. 1972)

## Discografie

### Albume de studio
- House of Pain (21 iulie 1992)
- Same as It Ever Was (28 iunie 1994)
- Truth Crushed to Earth Shall Rise Again (22 octombrie 1996)

### EP
- Legend (1994)

### Compilație
- Shamrocks & Shenanigans (10 februarie 2004)